# Leuctra cottaquilla
Leuctra cottaquilla is een steenvlieg uit de familie naaldsteenvliegen (Leuctridae). De wetenschappelijke naam van de soort is voor het eerst geldig gepubliceerd in 1974 door James.